# Brick (2005)
Brick is een Amerikaanse misdaad/detectivefilm uit 2005 die werd geschreven en geregisseerd door Rian Johnson. Hij won er onder meer een Empire Award voor en de Special Jury Prize op het Sundance Film Festival. Daar was de film eveneens genomineerd voor de Grand Jury Prize.

## Verhaal
In een film noir-achtige zetting gaat high school-student en einzelgänger Brendan (Joseph Gordon-Levitt) op zoek naar zijn ex-vriendinnetje Emily (Emilie de Ravin), na een angstig telefoontje van haar. Door hardhandig de juiste mensen op te zoeken, vindt hij haar al vroeg in de film, maar de volgende dag is ze dood. Na haar lijk voorlopig verstopt te hebben, gaat Brendan op zoek naar wie dit gedaan heeft en waarom. Daarvoor moet hij zich inlaten met talloze lagen van een door zijn schoolgenoten geleide drugsorganisatie. Hoewel hij niemand vertrouwt, moet hij toch contacten leggen met de tot over hun oren in de criminele organisatie zittende nozem Dode (Noah Segan), de chique Laura (Nora Zehetner), tienerdrugsbaas The Pin (Lukas Haas), zijn agressieve rechterhand Tugger (Noah Fleiss) en de extraverte Kara (Meagan Good). De enige die Brendan op de achtergrond bijstaat met informatie en denkwerk, is zijn intelligente vriend The Brain (Matt O'Leary). Hij moet zelf de zware klappen opvangen. Dat blijken er nogal wat te zijn, zowel fysiek als mentaal.

## Rolverdeling
| Acteur               | Personage     |
| -------------------- | ------------- |
| Joseph Gordon-Levitt | Brendan Frye  |
| Nora Zehetner        | Laura Dannon  |
| Lukas Haas           | The Pin       |
| Emilie de Ravin      | Emily Kostich |
| Meagan Good          | Kara          |
| Noah Fleiss          | Tugger        |
| Matt O'Leary         | The Brain     |
| Noah Segan           | Dode          |
| Brian White          | Brad Bramish  |

## Trivia
- Regisseur Johnson nam de film op in het gebouw van de school waar hij zelf op zat.
- Brendan begeeft zich op een zeker moment op een 'Halloween in January'-feest. Daar loopt hij langs een meisje verkleed als het hoofdpersonage uit de film May, een film waar Johnson de eindmontage van deed. Actrice Zehetner (Laura) speelde daarin eveneens mee.
- Johnson regisseerde zowel Zehetner als acteur Segan opnieuw in het eveneens door hemzelf geschreven The Brothers Bloom (2007).